# 衣索比亞歷史
埃塞俄比亚是非洲和世界最古老的獨立國家。舊稱阿比西尼亞，直到二次大戰後。和一般非洲国家不同，埃塞俄比亚在第二次世界大战被意大利王國入侵（1936-1941）之前，其古老的君主和制度都一直保存下来，并未有受到殖民主义浪潮的吞噬。1974年，一次军事流血政变将1930年代以来一直统治埃塞俄比亚的皇帝海尔·塞拉西一世推翻以后，埃塞俄比亚改为奉行社会主义。

## 青铜时代与埃及的联系

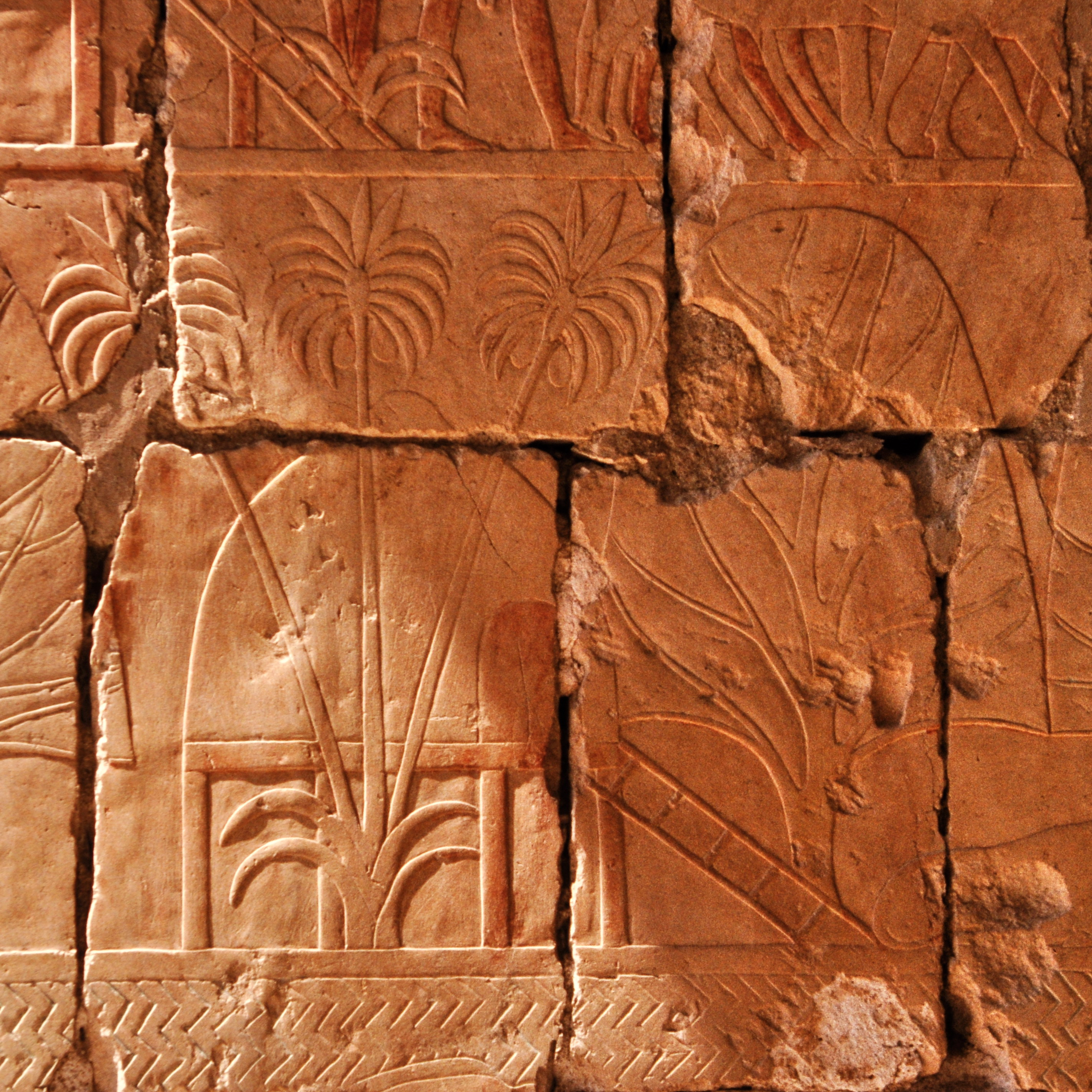
浮雕墙上描绘了哈特谢普苏特统治时期埃及远征朋特之地

埃塞俄比亚的最早记录出现在古埃及的古王國時期。埃及商人约公元前3000年称努比亚或库施的南部为朋特之地和Yam。
理查德·潘克斯特指出，早在第一王朝或第二王朝时古埃及人就拥有没药 (出产自朋特之地), 所以在古埃及时，两处已存在贸易。詹姆斯·亨利·布雷斯特德假设可以通过陆路达到尼罗河和它的支流(即青尼罗河和阿特巴拉)来实现这种早期贸易。古希腊历史学家和地理学家阿伽撒尔基德斯曾记载早期古埃及的航海: "在古王國時期的繁荣时期, 在前30世纪与前25世纪期间, 为了控制尼罗河航线，古埃及的船最远航行到红海的出产没药的国家."

## 圣经上的传说
在希伯来圣经《列王紀上》第10章中記載，公元前1000年左右，非洲曾經有一個示巴女王由於所羅門王的知識而來訪以色列王國。
又根據埃塞俄比亚史诗《众王荣耀》，示巴女王是衣索比亞的女王，曾上耶路撒冷向所罗门王問智慧，她被所羅門王所誘惑，傳說兩人發生關係，並生下一名兒子孟尼利克一世，後來衣索比亞的第一任國王；孟尼利克一世長成後回到以色列留學，回國時所羅門王送他一個複製的約櫃，但孟尼利克一世設計換成真的約櫃（一說偷走），並成功將約櫃帶回衣索比亞。傳說真的約櫃仍在衣索比亞，又傳說以色列政府已再1993年秘密派特種部隊將約櫃運回以色列，約櫃的真假仍有待考證，不過可以確定的是，衣索比亞皇族的確有猶太人（或白人）的血統，他們的膚色的確較一般平民為白。
現在，還有一小部份的猶太人，即贝塔以色列還帶著非洲血統，有著黝黑的皮膚，而衣索比亞的語言也和希伯来聖經後期使用的文字很接近。現今該國的大部份人口都是基督徒，使該國在鄰近的伊斯蘭國家當中顯得很突出，並不時成為衝突的源頭。

## 阿克蘇姆王朝

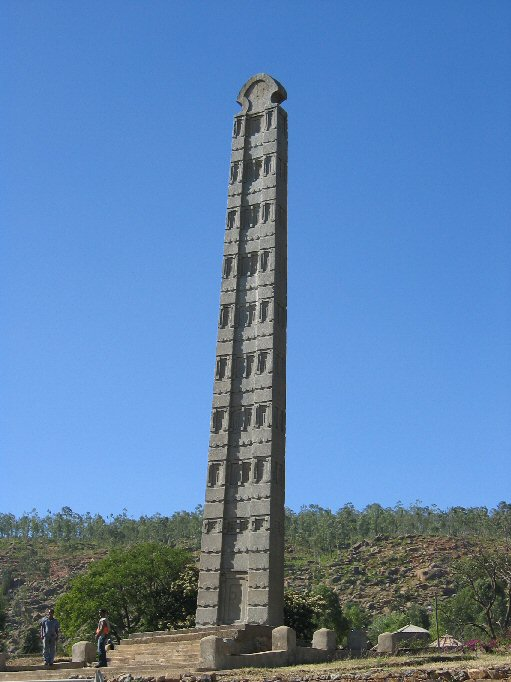
阿克苏姆国王埃扎纳的方尖碑

衣索比亞第一個可考證的王朝是西元前1世紀的阿克蘇姆王朝。波斯的先知摩尼（摩尼教的創始者）將阿克蘇姆與羅馬、波斯和中國並列為當時的四大強國。阿克森王朝的起源仍然不清楚，雖然專家們已提供了他們的推測。
基督教在330年左右傳入衣索比亞。這個新宗教在一開始並不成功，直到5世紀才較穩固。
阿克蘇姆王朝在6世紀左右將領土擴展到今天的葉門。國王卡勒卜在520年左右由於猶太國王Dhu Nuwas迫害基督徒的行為入侵葉門，並罷黜他，指派Sumuafa' Ashawa'為總督。拜占庭學者普羅科匹厄斯記錄在大約5年後，Abraha罷黜了總督並自立為王。除了幾次橫跨紅海的入侵嘗試之外，卡勒卜並沒能逐出Abraha，並默認這個改變；這是衣索比亞軍隊最後一次離開非洲，直到20世紀的韓戰。Ezana和卡勒卜在位的時期是這個王朝最輝煌的時候，由擴展到印度和錫蘭的大型貿易得益，並與拜占庭帝國有著固定的往來。
阿克蘇姆王朝的滅亡和他們的起源一樣神秘。由於詳細歷史的缺乏，王國的滅亡被認為和持續的旱災、無限制放牧、砍伐森林、傳染病、貿易路線的改變等有關。
7世紀，由於阿拉伯帝國的興起，衣索比亞成為少數歐洲以外的基督教國家。

## 黑暗時代

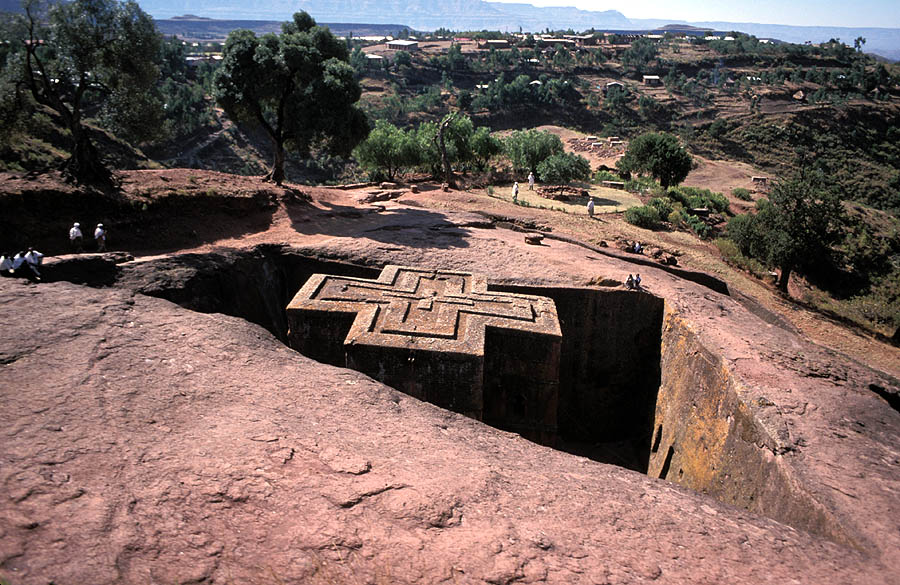
拉利贝拉岩石教堂

約1000年左右，一個非基督教的公主Judith，屠殺了大部份的皇族和貴族。只有一個嬰兒國王被一些忠誠的擁護者運到Shewa，一個其統治權仍然被承認的地方；而Judith及其後裔則統治大部份的地方。
不過Judith的後繼者在下世紀的某個時間被阿皋族人所推翻，並建立了札格維王朝，拉利貝拉的石鑿教堂大約在這個時候被建造。
1270年左右，原來的皇族復位，建立了所羅門王朝，逐出了最後一位札格維國王。

## 所羅門王朝
所羅門王朝的皇帝們都宣稱他們是所羅門王和示巴女王的直屬後裔。1270年，阿姆拉克(Yekuno Amlak)建立了新兴的所罗门王朝，定都安姆伯格尔。這個古老的王朝一直不間斷的存在到1974年。
这一时期，恢复元气的所罗门王朝的领域甚至超过了阿克苏姆极盛时期，重新夺回红海贸易权。所罗门王朝时代的基督教已经战胜了世俗权力，完全掌握了帝国的上层生活。基督教不但掌握文化教育权利，占有大量地产，竟然有权操纵王位继承，挑拨封建领主内战。说所罗门王朝的埃塞俄比亚与西欧中世纪十分相似是不为过的，统一的中央政权权力很小，领主权力很大，国家时常处于分裂状态中。

## 葡萄牙的影響
在當時的歐洲流傳著一個傳說，在遙遠的東方有一個基督教王國，其君主稱為傳教人約翰；因此許多歐洲探險隊爭相出發尋找這個傳說中的國家。1490年左右，一個葡萄牙探險家Pedro de Covilham抵達了衣索比亞，並認為這就是那傳說中的基督教國家。
1507年，一個叫馬修的亞美尼亞人被衣索比亞皇帝派到葡萄牙並請求葡萄牙國王的出兵以對抗穆斯林。1520年一個葡萄牙艦隊，其中搭載有馬修，進入了紅海達成了這個任務；其中一個從艦隊來的使者團並拜訪了皇帝达维特二世。使者團在衣索比亞待了6年，其中一個使者Francisco Alvarez神父，寫了一個至今最早有關這個國家的詳細記錄。
1528年到1540年，由艾哈迈德·伊本·易卜拉欣領導的穆斯林軍隊侵擾了整個國家，皇帝再度要求葡萄牙的協助。1541年2月由克里斯托弗·达·伽马率領的葡萄牙艦隊由印度抵達，7月克里斯托弗率領了400名火槍兵進入了內陸，一開始他們與當時軍隊合作成功的對抗了敵軍，但在1542年8月打了敗仗，指揮官被俘並被處決；不過艾哈迈德在1543年2月也被殺，穆斯林勢力也被逐出。之後，皇帝和葡萄牙人的不和開始浮現，他們要求皇帝皈依羅馬，但被拒絕。

## 王子时代
18世纪中叶至19世纪中叶，埃塞俄比亚所罗门王朝皇权旁落，地方贵族各行其是，相互征伐，并分别扶植代表自身权力的傀儡皇帝。这一时期，埃塞俄比亚皇位交替频繁，最甚者如特克莱·乔治斯，他先后六次即位，又六次遭到废黜。这一时代被称为“王子时代”。王子时代的终结者是特沃德罗斯二世，他通过军事征讨统一了埃塞俄比亚，开启了埃塞俄比亚的现代史。

## 與歐洲殖民力量的互動

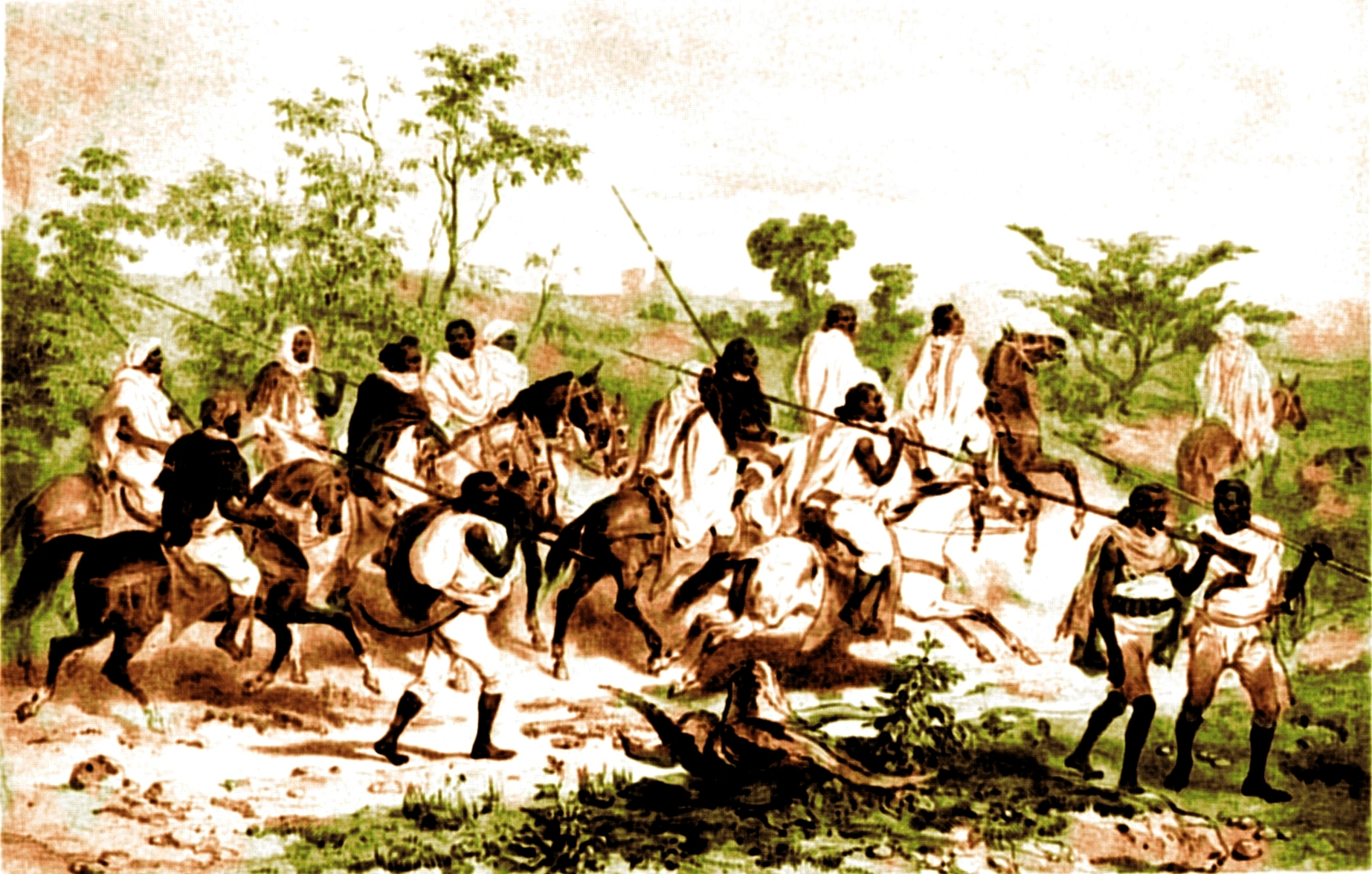
19世紀初的衣索比亞戰士

19世纪中叶，欧洲国家开始了对埃塞俄比亚的渗透。1867年，英国入侵埃塞俄比亚，次年埃塞俄比亚战败，国王狄奥多尔二世自杀。
1869年苏伊士运河通航后，欧洲国家在埃塞俄比亚的活动变得频繁起来。法国图谋使法属西非与法属索马里兰连成一片，积极谋求占领埃塞俄比亚。意大利于1882年占领了厄立特里亚的阿萨布后，也谋求吞并埃塞俄比亚。英国为遏止法国，支持意大利。
1888年，意大利入侵並佔領了厄利垂亞全境，包括原属埃塞俄比亚帝国的一部分地区。1889年，绍阿国王孟尼利克二世称帝，统一全国，建都亚的斯亚贝巴，奠定现代埃塞俄比亚疆域。
1889年，意大利与埃塞俄比亚签定了《武恰萊條約》，埃塞俄比亚失去了“海洋之地”（今属厄立特里亚东北部）。1890年，意大利进而据此宣布埃塞俄比亚为意大利保护国。
1895年9月，埃皇帝孟尼利克二世发表抗战宣言，第一次意埃战争爆发。1896年3月1日——2日，两国军队在阿杜瓦决战，这就是阿杜瓦战役。结果意大利惨败。战争于5月结束。10月，两国在亚的斯亚贝巴签定和约，意大利无条件承认埃塞俄比亚独立，废除《乌西阿利条约》，保证不将厄立特里亚转让他国，并赔款1000万里拉。这成为19世纪非洲抗击欧洲殖民势力中惟一的一次彻底胜利。此戰意大利人的嚴重失敗，使衣索比亞暫時脫離歐洲殖民者的魔掌。
衣索比亞與賴比瑞亞是19世纪非洲僅有兩個從未被歐洲殖民的國家，作为非洲最晚受殖民主義侵擾之國家，在非洲對抗殖民大國的戰爭和反抗有支持的作用。

## 現代歷史
1930年，海爾·塞拉西一世即位。
1935年的第二次意大利衣索比亞戰爭，令衣索比亞被墨索里尼吞并，該地成為意大利在东非殖民地的一部分。法西斯意大利的入侵，迫使皇帝流亡英國。
1941年，衣索比亞和聯軍共同擊敗意大利軍。1945年，衣索比亞成為聯合國創始會員國之一。
在韓戰時，衣索比亞近代最後一次海外出兵，塞拉西一世宣布派遣禁卫军「卡格紐營」參戰，該步兵营參與了上甘岭战役。作为回报，美国大力推动将当时受联合国托管的厄立特里亚并入埃塞俄比亚帝国、组成一个联邦国家。时任美国驻联合国大使约翰·福斯特·杜勒斯称：“从正义來看，必須考慮到厄立特里亚人民的观点。但是美国在红海盆地的战略利益与安全考虑及世界和平使得这个国家必须联系我们的盟友埃塞俄比亚。”
海爾·塞拉西一世是一個有爭議的人物，有人認為他讓衣索比亞走向現代化，也有人認為他太專制獨裁。1962年，在其统治下废除了埃塞俄比亚和厄立特里亚联邦。
1965年起，衣索比亞開始連年發生大旱災。1974年，發生有史以來最嚴重的旱災，20萬人餓死（參見衣索比亞饑荒），导致革命爆发。1974年9月12日，发生军事政变，海爾·塞拉西一世被罷黜，並被“德尔格”军政府取代。軍政府殺害59名皇室成員和前政府官員，海爾·塞拉西也在1975年8月22日在他皇宮下的地下室死去，衣索比亞綿延千年的王朝滅亡。
1974年成立的“德尔格”军政府宣称信奉社会主义，並得到蘇聯和古巴的協助，到1987年正式成立埃塞俄比亚人民民主共和国。
1991年，门格斯图政府被霍查派领导的、由多个反政府組織聯合組成的衣索比亞人民革命民主陣線推翻，該联盟領袖梅萊斯·澤納維出任埃塞俄比亚臨時總統，並於1995年新宪法生效后擔任總理，直至2012年逝世。
1998年5月，與厄利垂亞的邊境戰爭開始，這場埃厄間的战争一直持續到2000年6月。連年的戰爭和飢荒嚴重的影響了雙方的經濟。
進入21世紀，在吉尔马·沃尔德-乔治斯總統任內衣國受益於政情基本穩定，以及咖啡、油菜籽等經濟作物出口成長，衣索比亞進入了一段發展期，國內生產總值（GDP）大幅增長，世界銀行統計衣國在2004年至2014年期間以每年平均10.9％的速度快速增加。
2011年，非洲之角地區由於長年戰亂以及大規模旱災爆發嚴重饑荒，許多索馬利亞人逃入衣索比亞，其影響直至隔年才逐漸回復。
2014~16年，聖嬰現象帶來的不規則降雨使衣索比亞高原陷入先旱後澇的情況，農牧業受到普遍影響，農民的不滿使衣國抗議及衝突頻傳，並使以往在衣索比亞不明顯的種族問題浮上檯面。2016年衝突加劇，在北部，佔衣國總人口三分之二的奧羅莫人與安哈拉人，對僅約總人口6%提格利尼亞人長期執政產生埋怨，爆發了大規模抗議並遭到武力鎮壓；在南部，奧羅莫人與索馬利亞人和蓋德奧地區原住民之間長期的土地糾紛演化為暴力行動，奧羅莫、索馬利亞和蓋德奧都出現大量逃亡的難民。
2018年阿比·艾哈邁德當選衣國總理，他走訪厄利垂亞並宣布解除雙方敵對關係，並解除了此前對大部分網站的封鎖，釋放以往被監禁的政治犯。然而同年奧羅莫人與蓋德奧原住民之間再次爆發嚴重衝突，該年的紛爭迫使140萬蓋德奧人出逃，為當時全球最大規模的難民潮。衣國國防部在當年2至6月期間宣布了國家緊急狀態。
2019年6月，總理阿比發表緊急談話宣告阿薩米紐·齊格將軍發動的軍事政變失敗，衣國網路一度中斷。11月，民眾在首都及奧羅米地區發起廢除持續了數十年的仇恨言論法案的遊行，在鄉鎮的衝突造成數十起人員死傷。
2020年初，衣國政府宣布將在8月16日舉行大選，諸如索馬利亞州州長穆斯塔法·穆罕默德·奥梅尔等衣國著名異見領袖預計將參與此次選舉。

## 外部連結
- 衣索比亞歷史 （页面存档备份，存于）